# Platja del Miracle
La platja del Miracle és una platja urbana del municipi de Tarragona (Tarragonès), la més cèntrica de la ciutat. Limita a ponent amb l'espigó del Port Esportiu de Tarragona i a llevant amb roques naturals de la Punta del Miracle. Orientada al sud-sud-est, té una longitud de 1.129 metres i una amplada mitjana de 33 metres, formada per sorra fina i daurada, amb un pendent d'entrada a l'aigua suau. Disposa de senyalització, salvament i socorrisme, accessibilitat per a persones amb mobilitat reduïda, dutxes, sanitaris portàtils, lloguer de gandules, bar cafeteria, zona d'aparcament per a vehicles i espais adaptats per a jocs infantils.
L'Agència Catalana de l'Aigua efectua un control setmanal de la qualitat de l'aigua, durant la temporada de bany, amb el resultat d'excel·lent.
S'hi han produït diversos incidents de contaminació i animals morts per culpa d'un col·lector situat a 1 km de la platja.
Entre el 1998 i el 2001 es va construir una plataforma de formigó, de 8.653 metres quadrats, per accedir a la platja, que popularment s'anomenava 'el mamotreto'. El 2025 va ser enderrocada.

## Toponímia
La platja en època romana s'anomenava 'miraculum', que en llatí vol dir mirador, guaita o vigilància, ja que des de dalt de la ciutat es podia vigilar la costa i la platja. Amb el pas del temps, el nom es va anar transformant en 'miracle', i es van buscar llegendes que donessin explicació al nom.